# トミー・セットフォード
トミー・セットフォード（Tommy Setford、2006年3月13日 - ）は、オランダ・ハールレム出身のサッカー選手。プレミアリーグ・アーセナルFC所属。イングランド代表。ポジションはGK。
サッカー選手のチャーリー・セットフォードは兄。

## クラブ経歴

### アヤックス
アヤックスのアカデミーに所属していた。

### アーセナルFC
2024年7月21日、1年間の延長オプション付き4年契約でアーセナルFCに移籍した。

## 代表経歴
2020年、イングランドU-16に招集された[要出典]。
2021年、イングランドU-17に招集された[要出典]。
2023 FIFA U-17ワールドカップに出場し、全4戦にフル出場した。
2023年、イングランドU-18代表に招集された[要出典]。
2024年、イングランドU-19代表に招集された[要出典]。

## 人物
オランダでイギリス人の父とオランダ人の母の間に生まれたので、イングランドとオランダの国籍を保持している[要出典]。